# Otto Torell

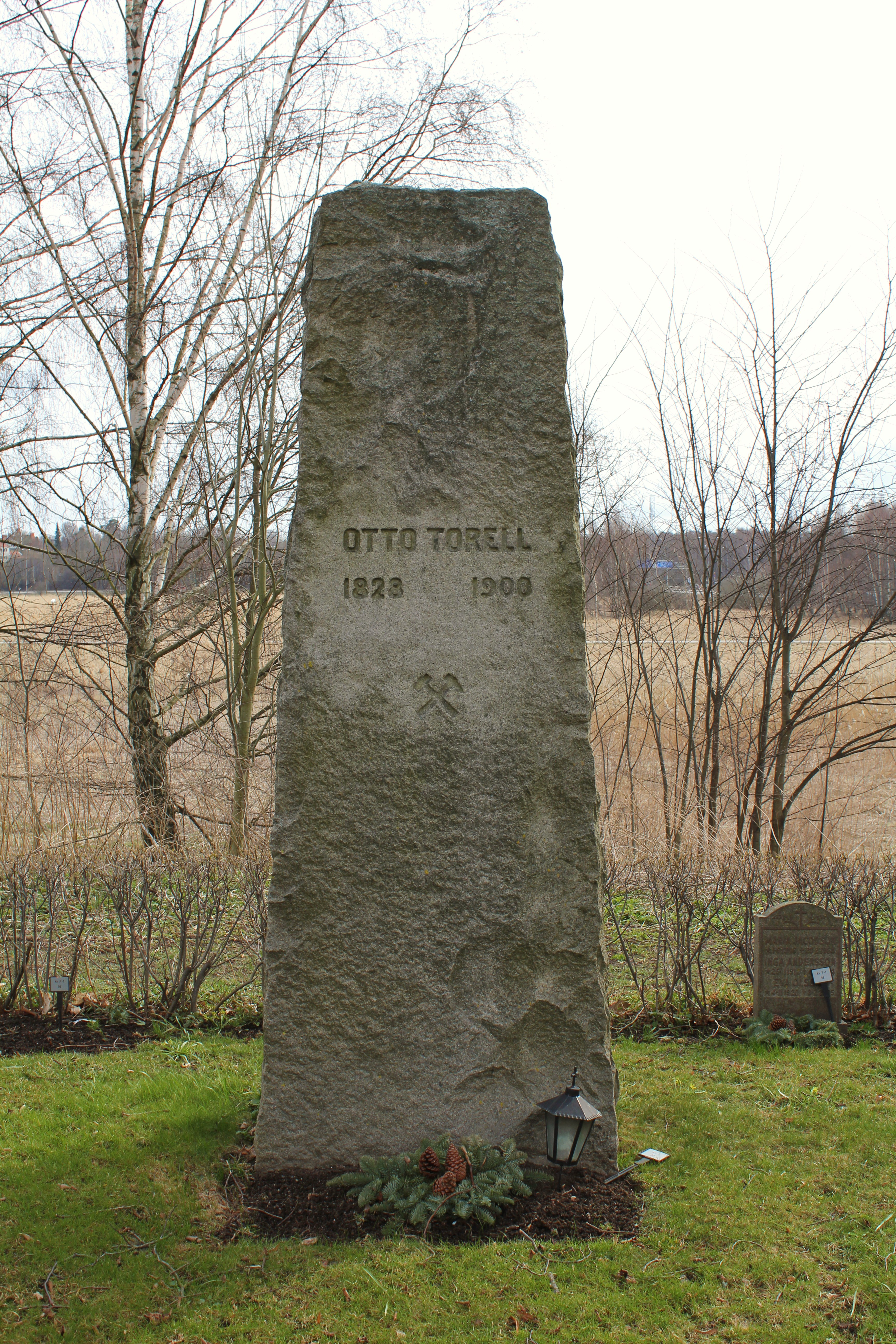
Gravvård Brännkyrka kyrka

Otto Martin Torell, född 5 juni 1828 i Varberg, död 11 september 1900 på Charlottendal, Liljeholmen, Stockholm, var en svensk geolog, zoolog och polarfarare. Han var far till bergsingenjören Otto Torell samt morfar till läkaren och fäktaren Carl Forssell.

## Biografi
Torell blev 1844 student vid Lunds universitet, 1853 filosofie magister, 1858 medicine kandidat, 1860 adjunkt i zoologi och 1866 extra ordinarie professor i zoologi och geologi vid Lunds universitet. Han var 1871–1897 även chef för Sveriges geologiska undersökning (SGU). Han är främst känd för sina banbrytande insatser inom polarforskningen och istidsgeologin. Han reste 1856 till Schweiz för att studera glaciärer, särskilt avseende frågan om dylika fordom varit utbredda över Skandinavien och 1857 besökte han i samma syfte Island. År 1858 genomförde han, tillsammans med Adolf Erik Nordenskiöld och August Quennerstedt, sin första färd till Svalbard och reste 1859 till Grönland. Dessa färder blev inledningen till de svenska polarexpeditionerna, och han var själv ledare för den första större, Svalbardsexpeditionen 1861. Denna expedition kan sägas ha grundlagt den vetenskapliga polarforskningen. 
Förutom geografiska, geologiska, zoologiska och botaniska studier utfördes även en förberedande undersökning till en gradmätning samt djupdraggningar, genom vilka man lyckades uppta bottenprov, innehållande ett rikt djurliv, från ända till 2 500 meters djup. Från ett så stort djup hade man förut erhållit endast foraminiferer, och det stora intresse som fynden väckte ledde till fortsatta undersökningar av de stora havsdjupen, i vilka forskare från en rad länder deltog och med vilka en ny era anses ha inletts för oceanografin, geologin och den fysiska geografin.
Torell var en av de första svenska forskare som omfattade glaciärteorin, enligt vilken Skandinavien varit täckt av en inlandsis, vilket han hävdar redan i sitt första arbete, Bidrag till Spetsbergens molluskfauna jemte en allmän öfversigt av arktiska regionens naturförhållanden och forntida utbredning (1859). I en inledning till Leonard Pontus Holmströms gradualavhandling Märken efter istiden, iakttagna i Skåne (1865) går Torell längre och menar att inlandsisen från Skandinavien utbrett sig över hela det område öster och söder om Östersjön, där flyttblock (erratiska block) förekommer.
Hollandsche Maatschappij der Wetenschappen i Haarlem hade 1865 utlyst en pristävling om härstamningen av de främmande bergarter, vilka som lösa block förekommer vid Hondsrug i Noord-Holland, och Torell inlämnade 1866–1867 sitt svar, för vilket sällskapet tillerkände honom sin guldmedalj och 150 gulden, vilka belöningar han dock ej fick, eftersom han återtog manuskriptet för kompletteringar. Detta utfördes dock aldrig och han hade ännu vid sin död manuskriptet i behåll. Arbetet blev sålunda ej publicerat, men Holmström gjorde i en biografi över Torell en redogörelse för detta, i vilken det framgår att arbetet innehöll en utförlig behandling av flyttblocken i hela norra Europa samt bevis för att dessa sammanhänger med en inlandsis som täckt detta område. Torells Undersökningar öfver istiden I (1872), II (1873) kan sägas återge prisskriftens innehåll i sammandrag.
Av Torells övriga skrifter på glacialgeologins område kan nämnas On the Causes of the Glacial Phenomena in the North Eastern Portion of North America (1877), Undersökningar öfver istiden, III (1887) och Den ostbaltiska isalpen (1892). Under sin tid han i Lund lade han grunden till den geologiska institutionen och under hans ledning utvecklades SGU till en erkänd vetenskaplig institution. Han var särskilt intresserad av geologins tillämpning för det praktiska livet, jordbruk, bergshantering med mera och hade redan innan han blev institutionens chef medverkat till grundläggande av den skånska cementindustrin. För stenindustrins utveckling ordnades 1875 en undersökning av Malmfälten på statens bekostnad utfördes 1875 och han utförde även en rad andra geologiska undersökningar på olika håll i landet. 
Av hans övriga uppsatser kan nämnas Om de geologiska forskningarne i Norge (1865), Bidrag till sparagmit-etagens geognosi och paleontologi (1867), Petrificata suecana formationis cambricæ (1870), Sur les traces les plus anciennes de l’existence de l’homme en Suède (1876), Om Sveriges vigtigaste kristalliniska bergslag och deras förhållanden till hvarandra (1882), Avlagringarne å ömse sidor om riksgränsen uti Skandinaviens sydligare fjelltrakter (1888) och Apatitförekomsterna i Norrbottens län (1890). Torell var ledamot av Vetenskapsakademien (1870), Lantbruksakademien (1872) samt en mängd andra in- och utländska lärda sällskap. Han blev den förste ordföranden för Geologiska Föreningen, som vart femte år delar ut ett pris till Torells minne.

## Minnesmärken och uppkallanden

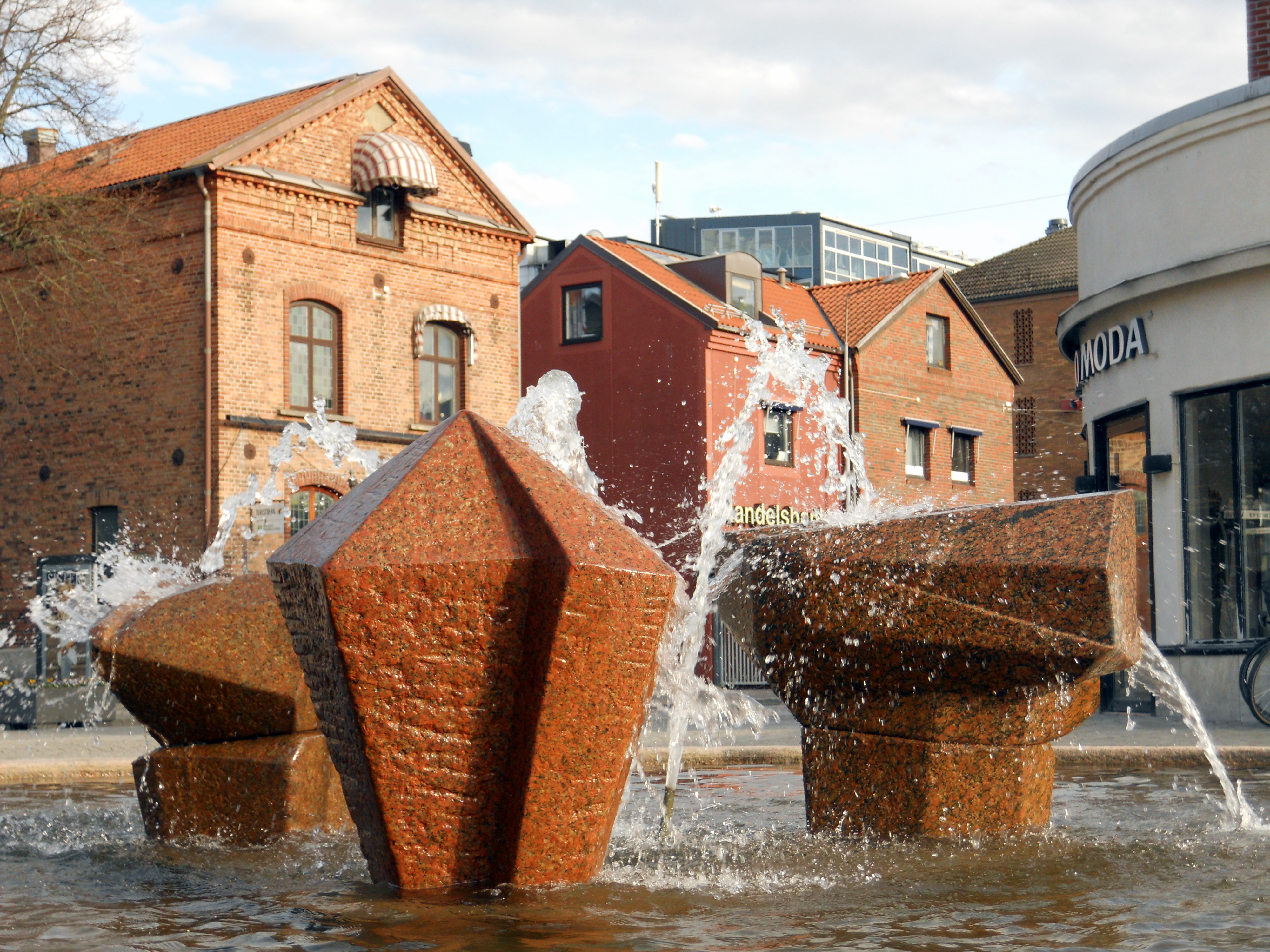
Torellbrunnen

När Torell 1875 framförde sina åsikter inför Deutsche geologische Gesellschaft blev han hårt kritiserad av de tyska geologerna, som dittills omfattat Charles Lyells så kallade driftteori, enligt vilken flyttblocken blivit avsatta på bottnen av ett ishav. Redan efter några år var Torells inlandsisteori emellertid allmänt erkänd och antagen även i Tyskland. Vid Rüdersdorf utanför Berlin lät man som ett minnesmärke över honom uppresa ett av de större flyttblocken, med inskriptionen "Torell, schwedischer Geolog". Vidare har en gata i Berlin blivit uppkallad efter Torell, Torellstrasse, samt ett torg med spårvagnsstation kallat Torellplatz.
Efter honom är på Svalbard uppkallade Torells land, den mellan Bellsund och Hornsund belägna delen av Västsvalbard, på vars västra sida Torells glaciär utskjuter i havet; Torells berg på södra sidan av Braganzabukten innerst i Van Mijen Bay; Torell Valley (Torells dal), öster om Woodbay på norra Svalbard samt Kap Torell på Nordöstlandets sydsida vid Hinlopen Strait.
I Varberg finns Otto Torells gata, en förlängning västerut av Norrgatan. Vid dennas korsning med Västra Vallgatan är Torells födelsehus beläget, nu inrymmande Hotell Gästis. Edvin Öhrströms Torellbrunnen kan ses väster om Brunnsparken intill Galleria Trädgården.